# Nagroda Saturn w kategorii najlepsza aktorka telewizyjna
Lista nagród Saturn w kategorii najlepsza aktorka telewizyjna:
| Za rok | Dla                   | Tytuł oryginalny               | Tytuł polski                        |
| ------ | --------------------- | ------------------------------ | ----------------------------------- |
| 1996   | Gillian Anderson      | The X-Files                    | Z Archiwum X                        |
| 1997   | Kate Mulgrew          | Star Trek: Voyager             | Star Trek: Voyager                  |
| 1998   | Sarah Michelle Gellar | Buffy the Vampire Slayer       | Buffy: Postrach wampirów            |
| 1999   | Margaret Colin        | Now and Again                  | Nowe wcielenie                      |
| 2000   | Jessica Alba          | Dark Angel                     | Cień anioła                         |
| 2001   | Yancy Butler          | Witchblade                     | Witchblade: Piętno mocy             |
| 2002   | Jennifer Garner       | Alias                          | Agentka o stu twarzach              |
| 2003   | Amber Tamblyn         | Joan of Arcadia                | Joan z Arkadii                      |
| 2004   | Claudia Black         | Farscape: The Peacekeeper Wars | Ucieczka w kosmos i wojny rozjemców |
| 2005   | Kristen Bell          | Weronika Mars                  | Weronika Mars                       |
| 2006   | Jennifer Love Hewitt  | Ghost Whisperer                | Zaklinacz dusz                      |
| 2007   | Jennifer Love Hewitt  | Ghost Whisperer                | Zaklinacz dusz                      |
| 2008   | Mary McDonnell        | Battlestar Galactica           | Battlestar Galactica                |
| 2009   | Anna Torv             | Fringe                         | Fringe: Na granicy światów          |